# Vignot
Vignot és un municipi francès situat al departament del Mosa i a la regió del Gran Est. L'any 2007 tenia 1.326 habitants.

## Demografia

### Població
El 2007 la població de fet de Vignot era de 1.326 persones. Hi havia 524 famílies, de les quals 146 eren unipersonals (69 homes vivint sols i 77 dones vivint soles), 171 parelles sense fills, 183 parelles amb fills i 24 famílies monoparentals amb fills.
La població ha evolucionat segons el següent gràfic:
Habitants censats

### Habitatges
El 2007 hi havia 567 habitatges, 529 eren l'habitatge principal de la família, 8 eren segones residències i 30 estaven desocupats. 503 eren cases i 61 eren apartaments. Dels 529 habitatges principals, 421 estaven ocupats pels seus propietaris, 92 estaven llogats i ocupats pels llogaters i 16 estaven cedits a títol gratuït; 3 tenien una cambra, 8 en tenien dues, 44 en tenien tres, 144 en tenien quatre i 330 en tenien cinc o més. 379 habitatges disposaven pel capbaix d'una plaça de pàrquing. A 236 habitatges hi havia un automòbil i a 213 n'hi havia dos o més.

### Piràmide de població
La piràmide de població per edats i sexe el 2009 era:
| Homes | Edats   | Dones |
| ----- | ------- | ----- |
| 0     | 95 o +  | 0     |
| 0     | 90 a 94 | 0     |
| 8     | 85 a 89 | 8     |
| 8     | 80 a 84 | 0     |
| 24    | 75 a 79 | 40    |
| 40    | 70 a 74 | 56    |
| 20    | 65 a 69 | 40    |
| 36    | 60 a 64 | 12    |
| 44    | 55 a 59 | 36    |
| 52    | 50 a 54 | 44    |
| 40    | 45 a 49 | 52    |
| 52    | 40 a 44 | 40    |
| 56    | 35 a 39 | 52    |
| 24    | 30 a 34 | 32    |
| 12    | 25 a 29 | 24    |
| 40    | 20 a 24 | 24    |
| 40    | 15 a 19 | 40    |
| 56    | 10 a 14 | 40    |
| 36    | 5 a 9   | 44    |
| 28    | 0 a 4   | 20    |

## Economia
El 2007 la població en edat de treballar era de 799 persones, 558 eren actives i 241 eren inactives. De les 558 persones actives 470 estaven ocupades (272 homes i 198 dones) i 89 estaven aturades (39 homes i 50 dones). De les 241 persones inactives 76 estaven jubilades, 76 estaven estudiant i 89 estaven classificades com a «altres inactius».

### Ingressos
El 2009 a Vignot hi havia 553 unitats fiscals que integraven 1.359 persones, la mediana anual d'ingressos fiscals per persona era de 16.818 €.

### Activitats econòmiques
Dels 29 establiments que hi havia el 2007, 3 eren d'empreses alimentàries, 1 d'una empresa de fabricació d'altres productes industrials, 5 d'empreses de construcció, 9 d'empreses de comerç i reparació d'automòbils, 1 d'una empresa d'hostatgeria i restauració, 3 d'empreses de serveis, 4 d'entitats de l'administració pública i 3 d'empreses classificades com a «altres activitats de serveis».
Dels 7 establiments de servei als particulars que hi havia el 2009, 1 era un taller de reparació d'automòbils i de material agrícola, 1 guixaire pintor, 2 lampisteries, 2 electricistes i 1 perruqueria.
Dels 4 establiments comercials que hi havia el 2009, 1 era una botiga de més de 120 m², 2 fleques i 1 una botiga de material de revestiment de parets i terra.
L'any 2000 a Vignot hi havia 3 explotacions agrícoles.

## Equipaments sanitaris i escolars
L'únic equipament sanitari que hi havia el 2009 era una farmàcia.
El 2009 hi havia 1 escola maternal i 1 escola elemental.

## Fills Il·lustres
- Henri Brocard (1845-1922), matemàtic i militar

## Poblacions més properes
El següent diagrama mostra les poblacions més properes.